# Marque de distributeur
Pour les articles homonymes, voir MDD.
Une marque de distributeur (MDD) est une marque commerciale destinée à un produit dont les caractéristiques ont été définies par l'entreprise ou le groupe d'entreprises qui en assure la vente au détail et qui est le propriétaire de la marque sous laquelle il est vendu. On leur attribue communément le nom de « marque maison », ou encore « private label » et « store brand » en anglais.

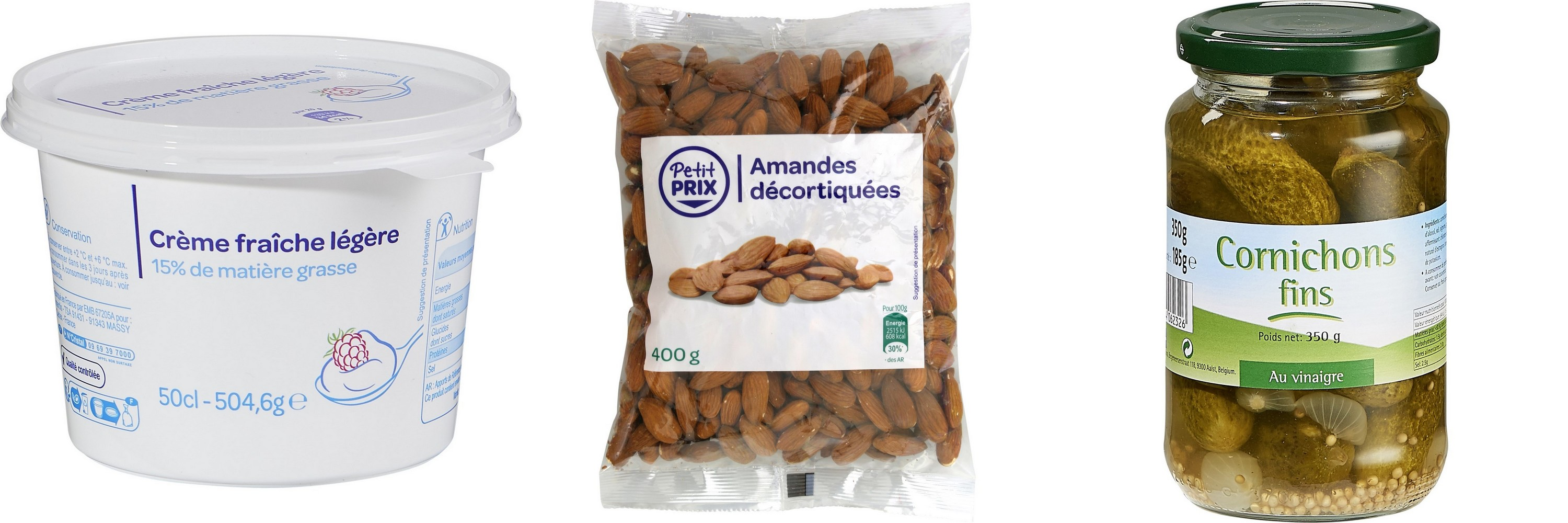
De gauche à droite, des références « produits blancs », « petit prix » et « no-name ».

Leurs contre-pieds identitaires sont les marques nationales, qui elles sont vendues indifféremment par les nombreux distributeurs.

## Historique
En France, les ancêtres des marques de distributeurs sont apparues au XIXe siècle, avec les succursalistes, comme Félix Potin, possédant des usines créées à l'origine pour remplacer le travail manuel de l'épicier. Par exemple, le sucre, au-lieu d'être vendu en vrac, était vendu en boîtes d'un kilogramme estampillées « Félix Potin ».
En 1950, Spar crée sa marque de distributeur.
Le groupe Casino, héritier de cette tradition, a intégré des outils industriels pour son approvisionnement dès 1906, sous la marque Casino, et vendait déjà au milieu des années 1970 des produits comme des légumes en boîte de conserve[réf. nécessaire]
Carrefour a été précurseur en 1976 sur la base d'une idée notamment venue des États-Unis[source insuffisante] en commercialisant 50 produits dits « libres » qui ont bénéficié d'une importante campagne de communication. Ce distributeur présentait des produits comme une alternative aux produits de marque en privilégiant la qualité d'usage du produit à l'apparence de l'emballage. Seul un liseré bleu et rouge aux couleurs de l'enseigne, signait le produit. Ainsi, le mode de sélection des fournisseurs, la rédaction de fiches techniques et le système d'approvisionnement ont constitué les prémices des MDD modernes. Ce sera seulement en 1985 que ces produits porteront la marque Carrefour et deviendront des MDD engageant pleinement l'image de l'enseigne.

## Producteurs et transformateurs à l'origine des produits sous MDD
Les produits des marques de distributeurs sont rarement produits ou transformés par les groupes distributeurs eux-mêmes, à l'exception du groupe Intermarché en France, qui possède des filiales sous forme d'usines de transformation, (mais pas pour tous les produits, par exemple les gels douches et les shampooings), et de Migros en Suisse.[réf. nécessaire]
La course à la taille critique est, à ce jour (en 2007), l'enjeu de ces industriels hyper-spécialisés en Grande-Bretagne. Par contre, une forte proportion (plus de 70 %) des MDD en France sont encore fournies par des PME. Cependant, les fabricants de grandes marques nationales s'y intéressent de plus en plus, afin de réduire leurs frais fixes, en faisant fonctionner leur outil de transformation à plein rendement, et pour pénétrer le circuit hard-discount.
Par exemple, dans l'industrie agroalimentaire, Panzani fabrique des spaghettis pour Casino ou Auchan sur la même chaîne de fabrication que pour sa propre marque mais avec une recette différente, tandis que William Saurin fabrique des raviolis pour Cora, Carrefour ou E.Leclerc.[réf. nécessaire] La recette et les ingrédients sont parfois exactement les mêmes d'un produit à l'autre, qu'il soit vendu sous une « grande » marque ou en tant que MDD. Quant aux produits d'entretien, lessiviels et de soins corporels (gels douches, shampooings, déodorants, etc.), de grands acteurs tels que McBride (Royaume-Uni et France) ou Dalli (Allemagne) font également de la sous-traitance pour de grandes marques telle que Le Chat.[réf. nécessaire]
Toutefois, une industrie spécialisée commence à monter en puissance et donne lieu à des rachats et des concentrations dans ce secteur. La fabrication de MDD exige un grand savoir-faire industriel pour allier compétitivité et qualité des produits comme des services. Souplesse, créativité et réactivité caractérisent ces entreprises souvent méconnues qui réinvestissent en permanence dans l'optimisation de l'outil industriel et dans la formation de leur personnel.[réf. nécessaire]
Ces industries, petites à l'origine, dépendent d'un petit nombre de clients et bénéficient à ce titre dans certains pays, dont la France, de lois afin d'éviter les abus de dépendance économique. Cette protection présente toutefois l'inconvénient de dissuader les acheteurs de référencer des petites sociétés en phase de démarrage sous peine de poursuites pénales.

## Relations entre fabricants/transformateurs et distributeurs
Les marques de distributeurs sont amenées à jouer un rôle prépondérant dans les relations entre fabricants et distributeurs. Ces relations ne sont pas faciles à appréhender car elles sont à la fois marquées par la collaboration et la compétition pour le contrôle de la chaîne de distribution.

### Typologie des fabricants
Les distributeurs, comme leur appellation l’indique, ne sont pas de facto des fabricants ou des transformateurs et ne sont pas, de ce fait, propriétaires de grandes usines pour mettre au point leurs produits. Ainsi, pour aller de l’avant avec leur MDD, ils vont pour la plupart d’entre-eux faire appel à des tiers fabricants.
On peut ventiler les fabricants en trois catégories, les (1) fabricants à marques nationales, les (2) mixtes et les (3) fabricants pour le compte d’autrui.

#### Les fabricants de marque nationale
Les fabricants de marques nationales sont les plus connus. Ils fabriquent ou transforment tout simplement les produits de leur propre marque et les mettent ensuite à la disposition des consommateurs auprès des points de vente. Ils sont, la plupart du temps, réticents à fabriquer pour les MDD car ces dernières sont en compétition directe avec les produits de leurs propres marques dans les rayons des distributeurs.
L'image n'est toutefois pas aussi nette ; le fabricant de marques nationales peut bénéficier de la fabrication de MDD car la vente de celles-ci aux distributeurs entraîne pour les fabricants une augmentation de la quantité produite (marques nationales + MDD = économies d'échelle) dans leur usine et permet de faire davantage de chiffre d'affaires et donc de profit. De fait, il est plus économique pour les fabricants de marques nationales d'acheter leurs fournitures et matières premières en plus larges quantités.
On catégorise donc ces fabricants dans celle des marques nationales dès lors que leur chiffre d'affaires en lien avec les MDD est compris entre 0 et 20 %. En se fiant à une étude française, ces fabricants (ou transformateurs) représentent 85 % des fabricants dans le secteur agroalimentaire. Parmi eux, on peut citer par exemple la société de yaourts Danone et plusieurs autres marques.

#### Les fabricants mixtes
Les fabricants mixtes se spécialisent autant dans la fabrication de leur propre marque nationale que dans la fabrication de MDD. Ces fabricants intègrent cette catégorie dès que leur chiffre d’affaires en lien avec les MDD est de l’ordre de 20 à 80 %.
On retrouve dans cette catégorie parfois de grandes marques nationales (par exemple Bonduelle dans le secteur des légumes) et plus souvent des petites et moyennes entreprises (PME). L’avantage certain pour ces dernières, en fabriquant pour autrui leurs MDD, est de pouvoir mobiliser leurs capitaux pour moderniser leur outillage, lequel permet du même coup d’améliorer aussi la qualité de leur propre marque nationale et ainsi, dans certains cas, ne plus avoir à fabriquer pour des tiers.

#### Les fabricants pour le compte d'autrui

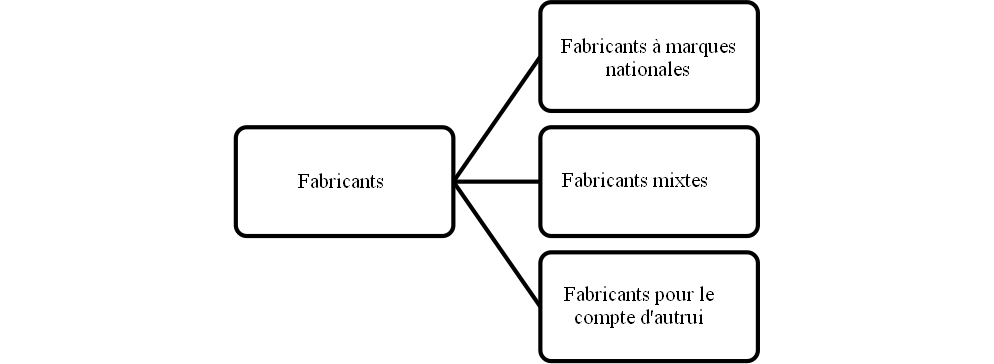
Fabricants.

Les fabricants pour le compte d’autrui sont les fabricants qui se spécialisent dans la fabrication de MDD, ce qui amène leur chiffre d’affaires à résulter de 80 % à 100 % des MDD. Il n’est donc pas étonnant pour ces entreprises de n’afficher presque aucune dépense en publicité, étant donné qu’un tel poste de dépense relève plutôt de la responsabilité des distributeurs qui veulent faire connaître leurs produits.
Le maître mot pour ces fabricants est d’avoir un outillage à la fine pointe de la technologie, de manière à répondre de manière optimale aux besoins des distributeurs désireux d’entrer dans l’arène des MDD.

### Compétition
La fulgurante ascension des parts de marché des MDD[réf. nécessaire] est à l’origine d’une réaction des fabricants résolus à se battre pour ne pas perdre leurs parts de marché sur leurs propres marques nationales. Ainsi, on a pu parler de « guerre des marques » à propos de la concurrence entre les fabricants et les distributeurs. Cette compétition entre fabricants et distributeurs peut être analysée à plusieurs niveaux.
D’abord, on constate qu’au niveau de la qualité, certains distributeurs disposent de compétences (service qualité doté d’ingénieurs et de techniciens) ou mandatent des prestataires extérieurs pour réaliser des audits afin d'évaluer la fiabilité du fournisseur.
Ensuite, la compétition entre fabricants et distributeurs se retrouve au niveau du positionnement. Au début de leur lancement, les MDD étaient des marques d'entrée de gamme soucieuses de faire face au refus de vente des fabricants. Or, aujourd’hui, les distributeurs s’investissent dans des créneaux porteurs jusque-là exploités par des marques de fabricants.

### Collaboration
Malgré le succès des MDD, il faut reconnaître que les distributeurs ont encore besoin des fabricants et « doivent engager une politique de partenariat réel avec [leurs] fournisseurs ». Les produits MDD peuvent être fabriqués par le distributeur lui-même (Les Mousquetaires) ou sous-traités à un fabricant, en général une PME (Reflets de France chez Carrefour). Dans ce dernier cas, la collaboration entre fabricants et distributeurs peut prendre plusieurs formes. Elle peut consister en une relation de travail de type particulier. Ainsi, dans le cadre de la filière Casino Palmarès, les engagements respectifs des partenaires portent exclusivement sur les modalités de distribution des produits.
Le partenariat entre fabricants et distributeurs peut également se concrétiser dans le magasin. Ainsi en est-il du cas des ristournes pour démonstration et promotion en magasin. L’idée est de faire connaître les produits d’un fabricant à travers une démonstration en magasin en contrepartie de l’octroi d’une ristourne au distributeur. Dans la même lancée, pour faire distribuer un produit par un détaillant, le fabricant peut accepter d’accorder à ce dernier une prime de référencement qui est une sorte de rémunération de la rareté du linéaire.
Il est cependant à noter que certaines enseignes, dans le cadre d'une politique de prix agressive, poussent leurs sous-traitants MDD vers des marges bénéficiaires unitaires très basses en raison de volumes importants.

## Caractéristiques des MDD

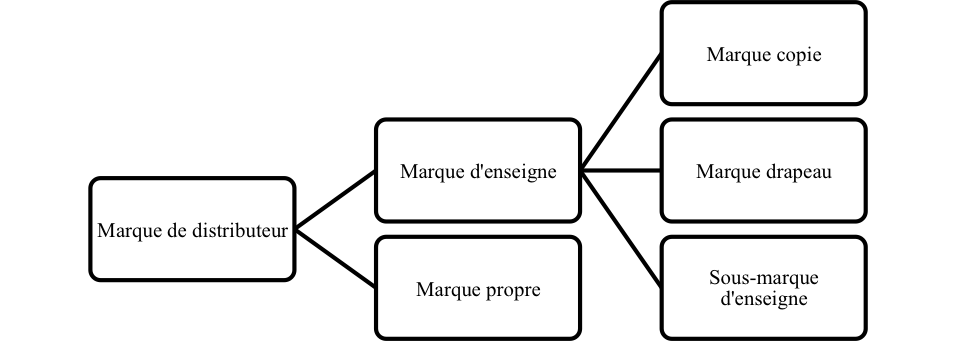
Les différents types de MDD.

### Les différents types de MDD
Les MDD se divisent en deux types : marque d'enseigne et marque propre.

#### Marque d'enseigne
Les marques d'enseigne sont les plus connues des MDD du fait qu'elles sont les plus utilisées par les distributeurs. On les retrouve sur le plancher des supermarchés sous trois variantes : les marques copies, les marques drapeaux et les sous-marques d'enseigne.

##### Marque copie
La marque copie consiste pour les distributeurs à créer une copie conforme des produits des marques nationales, en substituant toutefois la marque nationale à l'enseigne du supermarché. On appelle couramment ces produits les « me too products ». Dans le domaine de la vente au détail, on peut penser à Dollarama qui vend au Canada ses propres produits de marque Dollarama.
La marque du produit arborant sans ambages la marque même de l'enseigne, les consommateurs ne regardent pas ces produits comme étant tout à fait chose nouvelle dans le paysage. Le danger de cette pratique demeure néanmoins qu'un produit de ce type, s'il s'avère en dernière analyse de piètre qualité, entraîne pour le consommateur la même impression pour l'enseigne elle-même, les deux étant en fait associées à la même personne morale. Ceci pouvant entraîner à la longue une profonde cicatrice à l'image du distributeur.

##### Marque drapeau
Une solution plus adroite consiste à mettre en avant une MDD qui porte une dénomination distincte de l'enseigne, à savoir une marque drapeau (en bien grand et bien visible). Mais le packaging comporte toujours l'identification de l'enseigne (en plus petit), soit par le nom de l'enseigne, soit du groupement, soit le logo, soit le slogan, ou plusieurs de ces éléments. Néanmoins, les consommateurs associent tout de même la marque drapeau à l'enseigne, étant donné qu'ils ne trouvent pas ces marques à l'extérieur du réseau du distributeur, mais le lien est bien moins direct qu'avec la marque copie. Cette légère subtilité permet d'éviter pour les consommateurs de faire l'équation qu'un produit de marque drapeau dépourvu de qualité équivaut à un supermarché du même ordre.
On peut citer, par exemple, la marque « Le Choix du Président » du groupe Provigo-Loblaws, la marque « Irrésistibles » pour les supermarchés Métro, ou « Marque repère » dans les magasins E.Leclerc, ou la marque  « Pâturages » dans les magasins Intermarché.

##### Sous-marque d'enseigne
Cette variante de la marque d'enseigne, la sous-marque d'enseigne, permet au distributeur d'afficher son nom d'enseigne, mais assorti d'une autre particule, qui vient associer des qualités nouvelles aux produits présentés. De ce fait, le consommateur est mieux informé de l'intention du distributeur quant à son produit. C'est notamment le cas pour les MDD de type haut de gamme, qui sont particulièrement en vogue depuis quelques années.
Il existe de fort bons exemples de sous-marques d'enseigne sur le marché français, notamment Cora Bio pour les produits écologiques, à Monoprix La Forme pour tout ce qui est santé ou encore à Carrefour Max Havelaar pour la dimension équitable du produit.

#### Marque propre
La marque propre est une MDD produite par le distributeur de manière autonome et elle est en tous points semblable à la marque nationale, en soustrayant toutefois que c'est le distributeur qui la produit et la distribue. Sa dénomination n'est pas associée au distributeur et la marque a vocation à mener par elle-même son bout de chemin. Le distributeur devra donc travailler au même titre que la marque nationale pour obtenir des parts de marchés et faire connaître son produit aux consommateurs : aucune longueur d'avance n'est accordée pour ce type de produit.

### La communication et le positionnement prix
Les produits de marque de distributeur sont souvent moins chers que les autres parce qu'ils bénéficient de moins d'investissements publicitaires et court-circuitent les intermédiaires. Les marques de distributeurs sont des marques. L'investissement en termes d'image existe pour les MDD : il demeure moindre que ceux des industriels des marques nationales dans les médias traditionnels, mais est plus important sur les lieux de vente (publicité sur le lieu de vente, ou « PLV ») où la visibilité est importante pour un budget nettement plus faible. Toute une chaîne d'intermédiaires est évitée, éliminant entre-autres les risques d'invendus propres aux industriels des marques nationales qui l'intègrent habituellement dans leurs prix de vente en incluant une prime de risque. Concernant les MDD, les groupes de distributeurs s'engagent sur des quantités prédéfinies et subissent alors ce risque. Inversement, ils prennent le risque de « rupture de campagne » si les quantités négociées s'avèrent insuffisantes, s'exposant à un manque à gagner et à un mécontentement de leurs clients, s'ils n'arrivent pas à s'approvisionner avant une nouvelle campagne (pêche, production agricole, etc.).
En prenant spécifiquement l'exemple de la branche appelée « Personal Care » (gels-douche, shampooings, déodorants, gels et mousses à raser, etc.), il existe un effet pervers lié aux prix pratiqués par les distributeurs : les différences de prix avec les marques nationales sont parfois de 60 %[réf. nécessaire] sur la MDD classique (c'est-à-dire hors produits premier prix ou hard-discount) et les consommateurs peuvent voir en cette grande différence de prix une différence de qualité[réf. nécessaire]. Cependant, de nombreux distributeurs exigent des comparaisons avec les marques nationales sur la base de panels de consommateurs, et les MDD doivent être au moins deuxièmes dans la majorité des cas[réf. nécessaire]. De plus, les distributeurs sont généralement plus exigeants que les marques nationales en ce qui concerne les allergènes, les parabens et composants CMR[réf. nécessaire].
En France, l'autorisation de la publicité à la télévision des enseignes de la distribution en 2007, interdite jusqu'alors, donne la possibilité de communiquer sur d'autres thèmes que le rapport qualité-prix.

### Avantages et inconvénients
Les MDD disposent d'avantages ou d'inconvénients pour le distributeur comme pour le consommateur.
Par exemple, elles permettent à l'enseigne de n'avoir quasiment aucun consommateur demandant le remboursement de la différence : les magasins voisins d'une autre enseigne ne disposeront pas de ce produit, et ceux de la même enseigne auront déjà tenu compte des prix de leur famille (catalogues de promotions, nouveautés, etc.). Parallèlement, le consommateur saura que pour un même produit MDD le prix variera peu d'un magasin à l'autre.
Mais cela force chacun des magasins de la même enseigne à utiliser les mêmes promotions, les mêmes cartes de fidélité, les mêmes produits. De son côté le consommateur tiendra compte du prix moyen du chariot pour choisir s'il reste ou non habitué à une enseigne. Malheureusement pour les fabricants de MDD comme pour les distributeurs eux-mêmes, certains produits souffrent encore d'une image qualitative moindre en raison de prix moins élevés, spécialement dans des domaines où une efficacité objective est indispensable, comme les shampooings ou la lessive par exemple.

## Le poids des MDD dans l'économie
En 2006, le titre du pays champion du monde de la proportion des produits MDD vendus revient à la Suisse avec 53 % des parts de marché en volume et 46 % en valeur. Pour la Grande-Bretagne, elle est respectivement de 43 % et 40 %, pour la Belgique 42 % et 29 %, pour l'Allemagne 39 % et 30 %, l'Espagne 35 % et 26 %, et pour la France 34 % et 25 %.
Ces dernières années, les MDD ont connu un succès croissant en France, grâce à leurs prix inférieurs et à une qualité reconnue par les consommateurs[réf. nécessaire]. Elles représentent 31 % des ventes dans les grandes surfaces en 2011, contre 18 % en 1997.

## Perspective pour les MDD
Le positionnement des MDD françaises change, du fait des modifications réglementaires. Les grandes marques ont réagi face à la progression des ventes des MDD du début des années 2000, en baissant leurs propres prix depuis 2004 et en se recentrant sur le cœur de gamme[réf. nécessaire]. Dans le nouveau contexte législatif des lois Dutreil en 2006 et 2007 puis Chatel en 2008 modifiant sensiblement la concurrence par les prix de vente des distributeurs figée par la loi Galland en 1997, les MDD ne se contentent plus de copier les marques leaders mais s'inscrivent dans le nouveau paradigme marketing de la simplicité, de la pédagogie et du développement durable pour acquérir un statut de marque, synonyme de valeur ajoutée pour le consommateur, le magasin et le fabricant.